# Karel Jaroslav Obrátil
Karel Jaroslav Obrátil, často uváděn jako K. J. Obrátil, (2. listopadu 1866, Hukvaldy – 5. dubna 1945, Praha-věznice Pankrác) byl český kulturní pracovník, novinář, spisovatel, básník, překladatel a vydavatel. Psal také pod pseudonymy ABC, Alfa, Karel Jaroš a Jaroslav Olšanský.
Někdy bývá mylně zaměňován se sběratelem a editorem Bezruče Jaromírem Obrátilem (vydal mj. Pseudobezruč, 1935, Bezručův národní zpěvníček, 1940). Podoba křestních jmen s Erbenovými svádí k tomu, že bývá chybně jako Karel Jaromír uváděn i v různých slovnících a databázích.

## Život
Působil jako ředitel školy v Uherském Hradišti. Podle autora doslovu Velkého slovníku sprostých slov Jana Hýska s ním bylo kvůli jeho zaobírání se pornografií přes čtyři roky vedeno disciplinární řízení, po němž byl nakonec plně rehabilitován, společensky byl ale nadále ostrakizován, proto se roku 1926 natrvalo odstěhoval do Prahy.
Netajil se protifašistickými postoji, což dlouho procházelo bez postihu, nakonec jej ale gestapo 6. března 1945 zatklo a odvezlo do svého pražského sídla – Pečkárny. O měsíc později, 5. dubna 1945, na následky mučení ve vězeňské nemocnici na Pankráci, umírá. Jeho nejvýznamnějším dílem jsou původně kolportážně vydávaná třídílná Kryptadia, reeditovaná nakladatelstvím Paseka v letech 1999-2000, a pod čtenářsky srozumitelnějšími názvy Velký slovník sprostých slov (díl 3) a První a Druhá Kytice národních prasáren (díl 1+2) nakladatelstvím Lege artis (1999-2017). Výběr z Kryptadií vydal také Ivan Wernisch pod názvem Kdo to čte, je prase (2008).

## Dílo
- Kryptadia. Příspěvky ke studiu pohlavního života našeho lidu 15 sešitů, 2 svazky [během vydávání se 2. díl ukázal příliš tlustý, takže byl doplněn ještě alternativní titulní list k 3. svazku a ponecháno na knihaři, jak to sváže]. (Praha 1932-1939; soukromý tisk, nákladem vlastním).
- Kryptadia. Příspěvky ke studiu pohlavního života našeho lidu 3 svazky. (Praha 1999-2000; Paseka).
- První Kytice národních prasáren. (= Kryptadia I) (Praha 2016; Lege artis)
- Druhá Kytice národních prasáren. (= Kryptadia II) (Praha 2017; Lege artis)
- Velký slovník sprostých slov. (= Kryptadia III) (Praha 1999, 2000, 2016; Lege artis)
- Sokolský katechismus (Zubří 1898)
- Masarykova čítanka. Dostupné online.
- Machar na Moravě
- Král. město Uher. Hradiště : [illustrovaný] průvodce městem a okolím
- Čítanka Dr. Edv. Beneše. Dostupné online.
- Havlíčkova čítanka. Dostupné online.
- Erotické ex libris Dostupné online.

## Překlady
- Pierre Dufour: Dějiny prostituce (z francouzštiny)

6 svazků. Uherské Hradiště 1905, Radoušek.
8 svazků. Praha 1924-1928, Šrámek. Do tohoto vydání Obrátil dopsal vlastní doplňky dějin prostituce novější doby v rozsahu cca 400 stran.